# Pargnan
Pargnan é uma comuna francesa na região administrativa de Altos da França, no departamento de Aisne. Estende-se por uma área de 2,39 km². Em 2010 a comuna tinha 73 habitantes (densidade: 30,5 hab./km²).